# Liste der Biografien/Malg
Liste der Biografien |
Portal Biografien |
Personensuche
# |
A |
B |
C |
D |
E |
F |
G |
H |
I |
J |
K |
L |
M |
N |
O |
P |
Q |
R |
S |
T |
U |
V |
W |
X |
Y |
Z |
?
 
Ma |
Mb |
Mc |
Md |
Me |
Mf |
Mg |
Mh |
Mi |
Mj |
Mk |
Ml |
Mm |
Mn |
Mo |
Mp |
Mq |
Mr |
Ms |
Mt |
Mu |
Mv |
Mw |
Mx |
My |
Mz
 
Maa |
Mab |
Mac |
Mad |
Mae |
Maf |
Mag |
Mah |
Mai |
Maj |
Mak |
Mal |
Mam |
Man |
Mao |
Map |
Maq |
Mar |
Mas |
Mat |
Mau |
Mav |
Maw |
Max |
May |
Maz
 
Mala |
Malb |
Malc |
Mald |
Male |
Malf |
Malg |
Malh |
Mali |
Malj |
Malk |
Mall |
Malm |
Maln |
Malo |
Malp |
Malq |
Malr |
Mals |
Malt |
Malu |
Malv |
Malw |
Maly |
Malz
Die Liste der Biografien führt alle Personen auf, die in der deutschsprachigen Wikipedia einen Artikel haben. Dieses ist eine Teilliste mit 14 Einträgen von Personen, deren Namen mit den Buchstaben „Malg“ beginnt.

## Malg

### Malga
- Malgaigne, Joseph-François (1806–1865), französischer Chirurg
- Malgarini, Ryan (* 1992), US-amerikanischer Schauspieler

### Malge
- Malget, Kevin (* 1991), luxemburgischer Fußballspieler
- Malget, Théo (* 1961), luxemburgischer Fußballspieler

### Malgi
- Malgin, Albert Alexandrowitsch (* 1966), russischer Eishockeyspieler
- Malgin, Denis (* 1997), Schweizer EishockeyspielerDenis Malgin (* 1997)

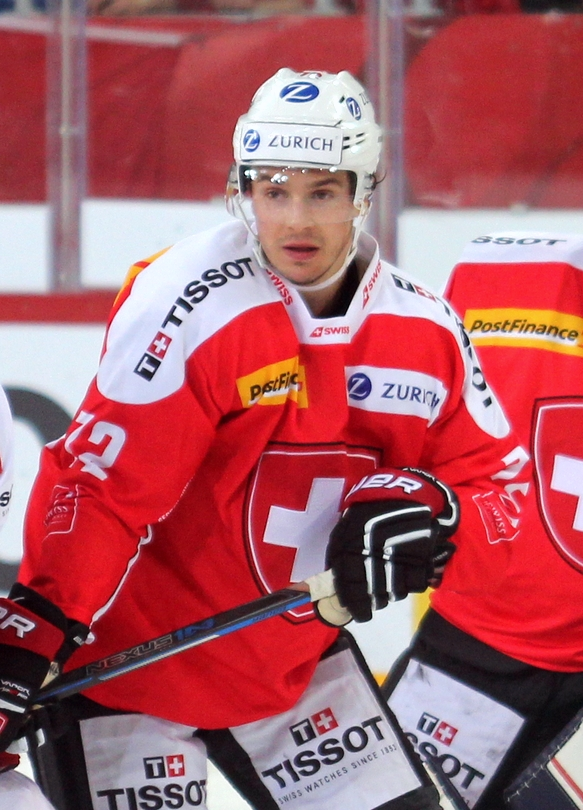
Denis Malgin (* 1997)

- Malgin, Dmitri (* 1987), kasachischer Eishockeytorwart
- Malgina, Irina Anatoljewna (* 1973), russische Biathletin
- Malgioglio, Cristiano (* 1945), italienischer Popsänger und Songwriter

### Malgo
- Malgo, Pierre Claver (* 1954), burkinischer Geistlicher, römisch-katholischer Bischof von Fada N’Gourma
- Malgo, Wim (1922–1992), Schweizer Evangelist, Prediger und Schriftsteller
- Malgoire, Florence (1960–2023), französische Barock-Violinistin
- Malgoire, Jean-Claude (1940–2018), französischer Oboist, Musikwissenschaftler und Dirigent

### Malgr
- Malgrange, Bernard (1928–2024), französischer Mathematiker